# 張琦 (1961年生)
張 琦（ちょう き、1961年3月 - ）は、中華人民共和国の政治家。

## 経歴
安徽省六安専区寿県出身。1979年9月に淮南師範専科学校数学部数学科に入学。1981年8月より同校で団委幹事、副書記、書記を歴任。1992年2月から1993年12月まで天津大学管理系工商管理を専攻し、工学の碩士学位を取得。
1983年6月に中国共産党加入。1988年8月より煤炭部の淮南鉱務局南方公司にて副経理。1991年10月より海南省農業総合開発実験区にて管理委員会の工商処に入り、処長を務める。1993年3月に同管理委員会の工商局局長に就任。1997年2月、海南省工商行政管理局の副局長に就任。
2003年2月より海南省三亜市の党委員会常務委員および副市長に就任。2004年6月、三亜市の党委員会で副書記および副市長に就任。2006年5月、海南省旅遊局局長および党組書記に就任。2008年8月より海南省儋州市の党委員会副書記、代理市長、市長に就任。2010年2月、儋州市の党委員会書記および洋浦経済開発区の工作委員会で副書記に就任。2014年9月より中国共産党海南省委員会常務委員に就任。2014年10月、三亜市の党委員会書記に就任。
2016年11月より海南省海口市の党委員会書記に就任。